# Larin Paraske

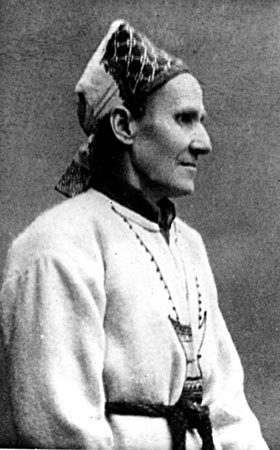
Larin Paraske.

Larin Paraske (Lempaala 27 de diciembre de 1833 – Sakkola 3 de enero de 1904) fue una poeta oral finlandesa, considerada una figura clave en la poesía tradicional del país y llamada la Mnemosyne finesa. Entre sus asiduos se encontraban varios artistas románticos nacionalistas, tales como Jean Sibelius, buscando inspiración de sus interpretaciones del Kalevala, un poema épico compilado del folclore finlandés por Elias Lönnrot.
Paraske podía recitar más de 32.000 versos de poesía, lo que hizo de ella una fuente importante para la cultura kareliana. Sus poemas fueron anotados por Adolf Neovius en los años 1880 y tras varios años de trabajo, aproximadamente 1200 poemas, 1750 proverbios y 336 adivinanzas fueron documentadas, junto con varias lamentaciones finesas conocidas como itkuvirsi, ejecutadas llorando y sollozando.
En 1936 el escultor Alpo Sailo creó una estatua de Paraske. Planeada para el edificio Kalevala, que sin embargo nunca realizó, así que la estatua fue erigida en 1949 en el parque Hakasalmi, en Helsinki. Una calle con su nombre está ubicada en Kaarela, un barrio de Helsinki. En 2004, Paraske quedó 87.ª en Suuret suomalaiset (Grandes finlandeses), una votación organizada por YLE, la compañía de radiotelevisión finesa, para determinar los "100 más grandes finlandeses". Paraske es también una de las personas que figura en los sellos de Finlandia.

## Biografía

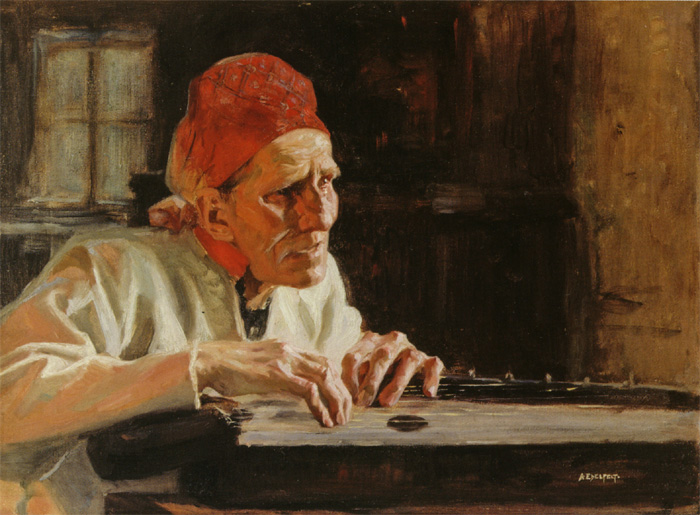
Larin Paraske retratada por Albert Edelfelt.

Paraske nació como "Paraskeva Nikitina", su nombre oficial ruso, en Lempaala, norte de Ingria. Su padre Mikitta Mikitanpoika (1802-1851) trabajó como "lampuoti" alquilando una granja agrícola. Paraske se encargó de la poesía a una edad temprana memorizando todos los poemas conocidos en la zona y creando muchos más. Sus parientes, Timon Tarja y Kondrolan Maura, fueron también poetas prolíficos. El padre de Paraske murió en 1851 y su madre, Tatjana Vasilovna, había muerto tres años antes en 1848.
En 1853 para asegurarse el sustento, Paraske se casó con un campesino llamado Kaurila Teppananpoika, o Gavril Stepanov, del municipio de Vaskela, Sakkola (más tarde Metsäpirtti) de la provincia Viipuri. Su marido era enfermizo y 20 años mayor que ella, pero el matrimonio tuvo nueve niños entre 1855 y 1878. Sin embargo sólo tres de ellos alcanzaron la madurez. Además de sus propios hijos, Paraske cuidaba cincuenta huérfanos de San Petersburgo. Su vida era dura ya que el sustento de la familia dependía de sus ingresos. Enviudó finalmente en 1888.
La vida de Paraske cambió en 1887 cuando fue enviada al clérigo Adolf Neovius quien estaba documentando poesía tradicional nacional. Neovius reparó en su talento y le pagó un rublo por hora por cantar su poesía. Con este dinero, Paraske fue capaz de salvar su casa de la expropiación. Su colaboración resultó en 1.200 poemas, 1.750 proverbios y 336 adivinanzas. Sus poemas habían sido escritos anteriormente por A. Borenius-Lähteenkorva en 1877, pero este trabajo contaba con sólo 26 poemas.

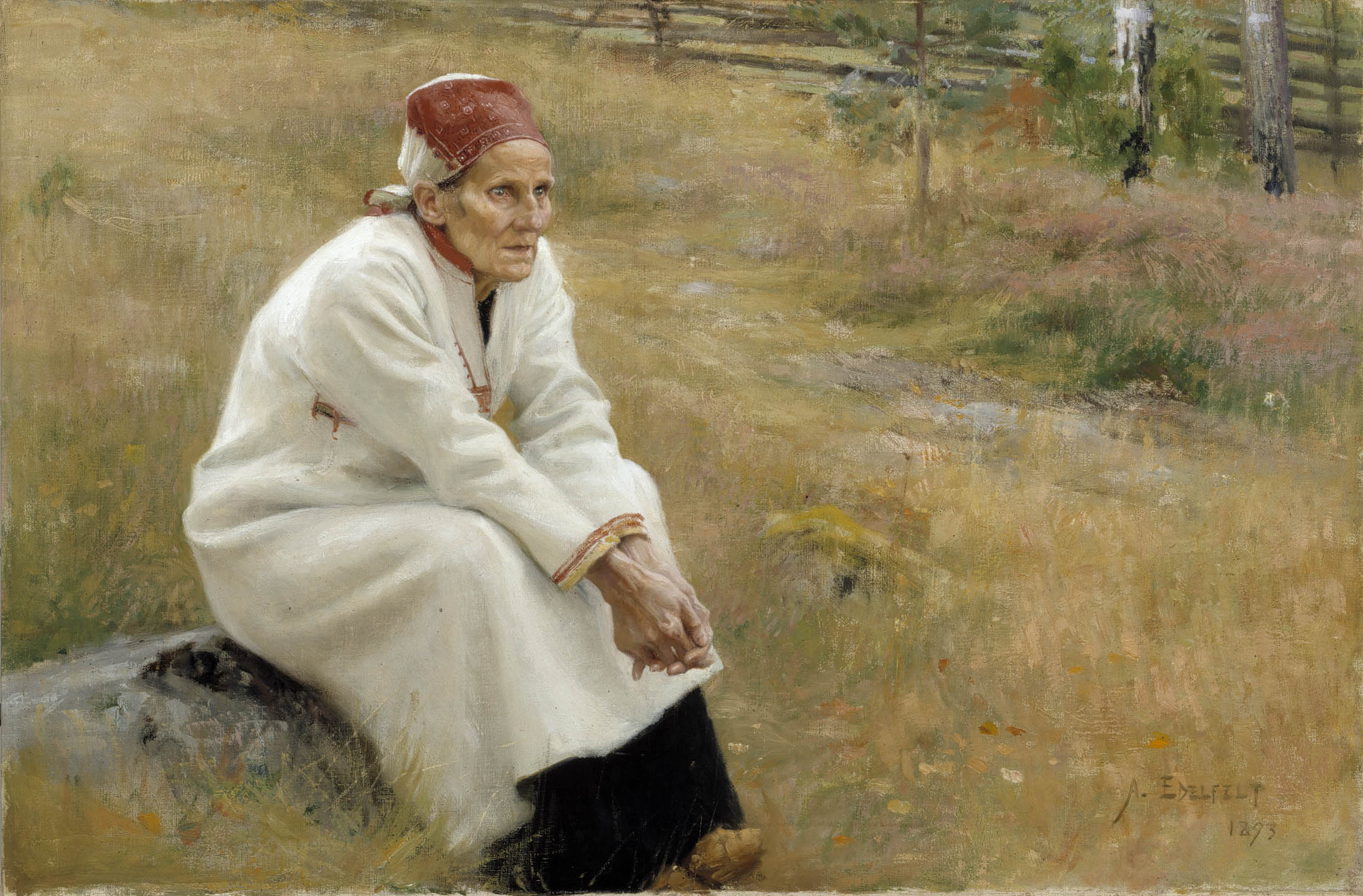
Óleo en lienzo de Albert Edelfelt. 1893.

En 1891, Neovius se trasladó a Porvoo y Paraske viajó a la ciudad con él para completar su proyecto. Durante los años 1891-1894, actuó en Porvoo y Helsinki, haciéndose famosa. Su canto rúnico frecuentemente basado en el Kalevala influyó sobre varios artistas prominentes. Del Kullervo de Jean Sibelius se dice que contiene elementos del estilo hipnótico, encantador de Paraske. Los pintores finlandeses Albert Edelfelt y Eero Järnefelt (1863 - 1937) la retrataron en 1893.
Paraske regresó a Vaskela, Sakkola, en 1894. A pesar de su éxito y sus seguidores, seguía siendo pobre. Su casa fue vendida el verano de 1899 debido a impuestos atrasados y tuvo que mudarse para vivir en la sauna de su vecino. La Sociedad de Literatura Finesa le concedió una pensión de artista en 1901 pero fue incapaz de superar sus problemas financieros. Murió como una mujer enfermiza en Sakkola en 1904.